# 평산항
평산항(平山港)은 경상남도 남해군 남면 평산리, 평산1리마을 인근에 있는 어항이다. 2002년 8월 6일 어촌정주어항으로 지정하여 관리하고 있다. 시설관리자는 남해군수이다.

## 어항 연혁
- 임진왜란때 전라좌수영 휘하에 수군 지휘관 조만호가 이곳에 주둔하면서 성을 축조하고 평산포(平山浦)라 불렀다.

## 어항 시설
- 방파제 L=334, B=4m, 선착장 L=57m, B=3.5m, 물량장 L=136m, B=14m, 호안 L=306m, B=6.0m

## 주요 어종
- 낙지, 노래미, 도다리, 문어, 감성돔 등